# Henri Gougerot
Henri Gougerot, né le 2 juillet 1881 à Saint-Ouen et mort le 15 janvier 1955 à Paris, est un médecin et dermatologue français. Membre de l'Académie de médecine, il est connu pour ses travaux portant sur de très nombreuses maladies cutanées.

## Biographie
En 1908, il obtient son doctorat de l'université de Paris, et peu de temps après fut nommé professeur agrégé à la faculté de médecine. En 1928,il fut appointé à la chaire de dermatologie et de syphilologie, devenant le médecin en chef de l'Hôpital Saint-Louis. Pour ses exploits durant la Première Guerre mondiale, il fut décoré de la Croix de guerre.
Avec Charles Lucien de Beurmann (1851-1923), il conduisit des recherches étendues sur les maladies fongiques (mycoses), dont il fut un précurseur à propos des  Sporotrichoses. En 1925, il décrit 3 cas séparés d'atrophie des glandes salivaires associés avec une sécheresse des yeux, de la bouche et du vagin. Plusieurs années plus tard, l'ophtalmologiste suédois Henrik Sjögren décrivit en détail dans un rapport la signification de cette maladie dans Zur Kenntnis der keratoconjunctivitist sicca. Aujourd'hui ces maladies auto-immunes sont connues sous le terme de syndrome de Sjögren, mais parfois étiqueté syndrome de Gougerot-Sjögren.
Gougerot est un scientifique prolifique, auteur de plus de 2500 articles médicaux. Il fut le rédacteur des Archives dermato-syphiligraphiques de la clinique de l’hôpital Saint-Louis, et avec  Ferdinand-Jean Darier (1856-1938) et Raymond Jacques Adrien Sabouraud (1864-1938), l'éditeur des Nouvelle Pratique Dermatologique, travail en 8 volumes sur la dermatologie.
En 1928, il fut nommé président de la Société française de prophylaxie sanitaire et morale, et en 1940 fut élu membre de l' Académie de médecine. Il meurt le 15 janvier 1955 en son domicile dans le 7e arrondissement de Paris.

## Sélection de ses publications
- Gougerot's trilogy : A disease with three main dermatological symptoms (erythematous papular lesions, purpuric macules, and dermal/dermohypodermal nodules) that typically affect the thighs and legs. Described by Gougerot in his treatise, Trisymptome atypique. Also known as "Gougerot's disease"[4].

- Mycoses nouvelles: l'hémisporose. Ostéite umaine primitive du tibia due à l'Hémispora Stellata; avec Pierre Jean Baptiste Caraven, (1911)
- Les nouvelles mycoses; avec Charles Lucien de Beurmann, (1911)
- Les sporotrichoses; avec Charles Lucien de Beurmann, (1912)
- Bacillo-tuberculose non folliculaire, (1913)
- Insuffisance progressive et atrophie des glandes salivaires et muqueuses de la bouche, des conjonctives (et parfois de muqueuses, nasale, laryngée, vulvaire). 'Sécheresse' de la bouche, des conjonctives, etc. Bulletin de la Société française de dermatologie et de syphiligraphie, Paris, 1925, 32: 376.
- Le traitement de la syphilis en clientèle, 1914; 3 rd édition, 1927
- Trisymptome atypique. Bulletin de la Société française de dermatologie et de syphiligraphie, Paris, 1951, 58: 386.

## Voir aussi

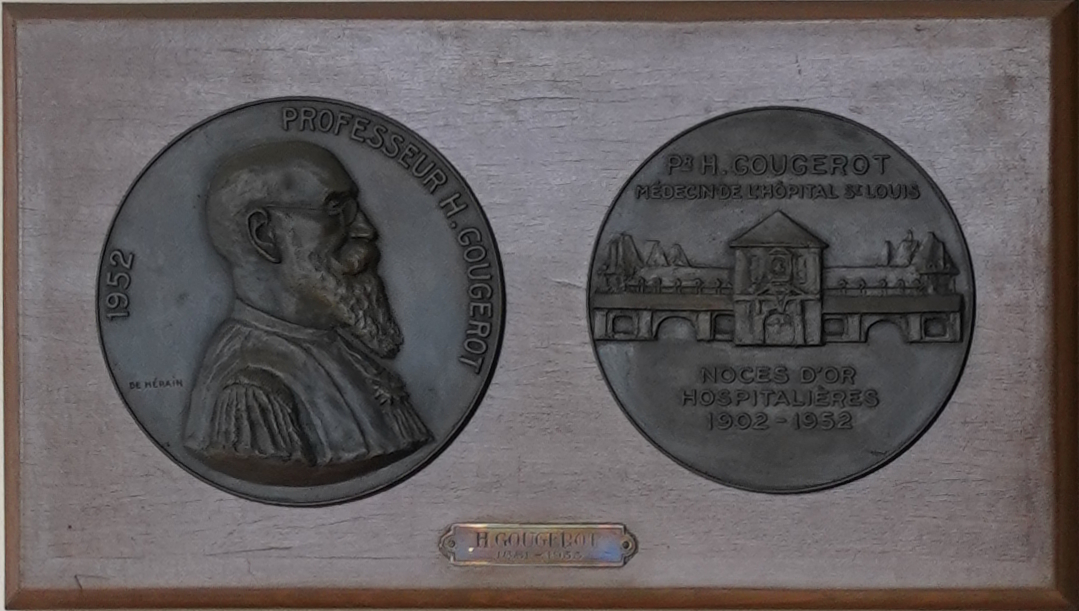
Médaille au Musée des Moulages.